# Ben Vane
Der Ben Vane ist ein 915 m (3.002 ft) hoher Berg in Schottland. Sein gälischer Name ist Beinn Mheadhain, was ungefähr Mittlerer Berg oder Berg in der Mitte bedeutet. Der Berg ist einer von vier Munros in den Arrochar Alps. Diese Berggruppe liegt zwischen dem nördlichen Ende von Loch Long und dem Westufer von Loch Lomond in den südlichen Highlands im Loch Lomond and the Trossachs National Park. Das Gestein ist überwiegend Glimmerschiefer.

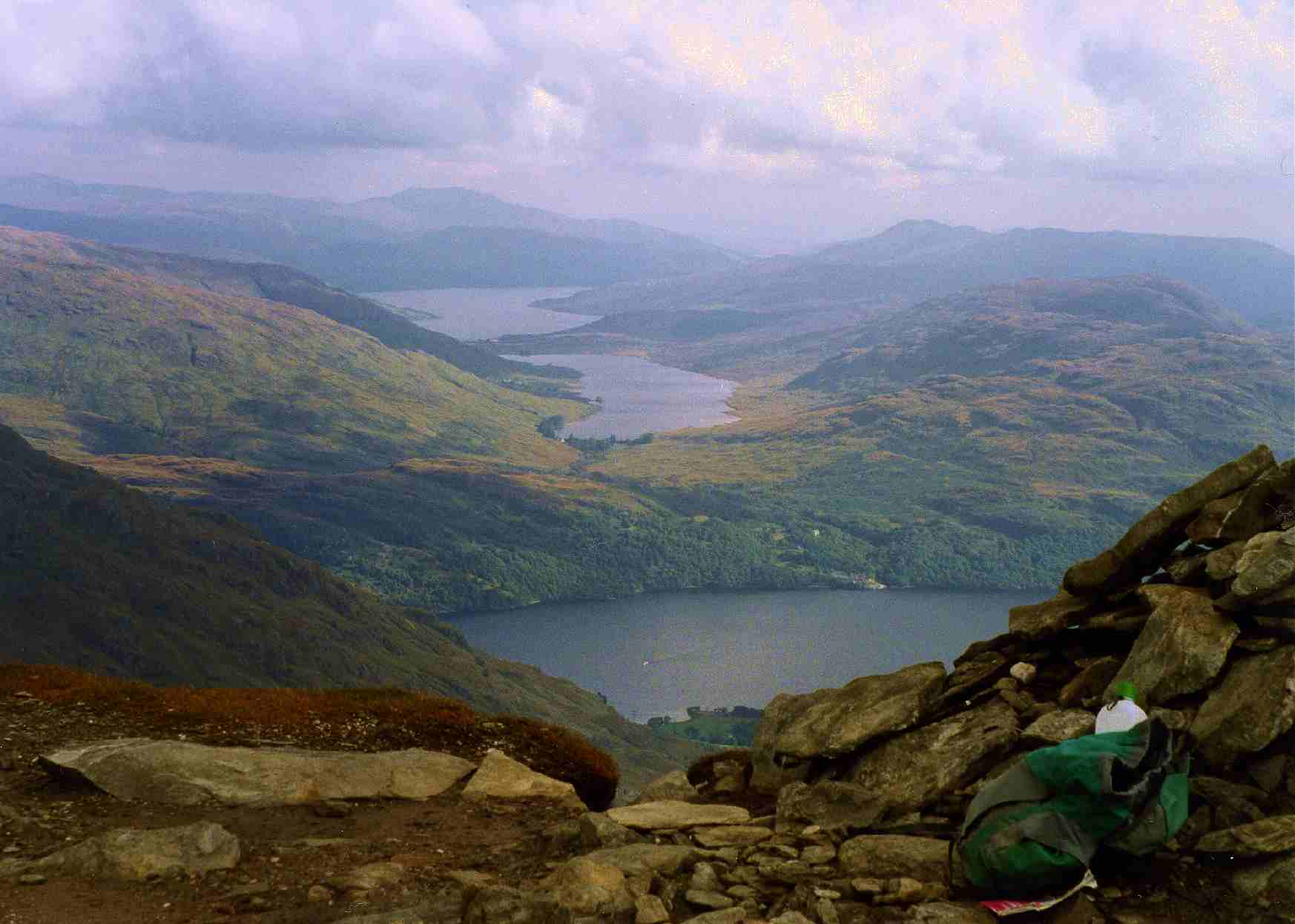
Blick vom Ben Vane nach Osten über Loch Lomond, Loch Arklet und Loch Katrine

Wie auch die übrigen Berge der Arrochar Alps ist der Beinn Narnain ein ausgeprägt felsiger Berg. Er besitzt einen steilen, felsigen Gipfelaufbau, der von allen Seiten einen sehr steilen Zustieg erfordert. Aufgrund der guten Erreichbarkeit über die West Highland Line wurde der Ben Vane dennoch, ähnlich wie die anderen Berge der Arrochar Alps, bereits früh zu einem beliebten Ziel von Bergsteigern aus Glasgow. Ebenso ist er Ziel von Munro-Baggern, da er mit seiner Höhe so gerade die erforderliche Mindesthöhe von 3000 Fuß für einen Munro erreicht. Aufgrund seiner ausreichenden Schartenhöhe ist er zudem als Marilyn eingestuft.
Der Ben Vane ist von den anderen Bergen der Arrochar Alps durch tiefe Einschnitte getrennt, vom nördlichen Nachbarn Ben Vorlich trennt ihn der Stausee Loch Sloy. Der einfachste Zustieg für Bergwanderer führt wie beim Ben Vorlich von der Sloy Power Station am Westufer von Loch Lomond durch das Tal des Inveruglas Water und über den Ostgrat des Berges zum Gipfel. Ebenso ist ein Übergang vom westlich liegenden Beinn Ìme möglich, der allerdings fast 500 Meter Ab- und Anstieg erfordert, der Ben Vane wird daher von den meisten Bergwanderern als eigenständiges Ziel angesteuert.